# Anfinn Kallsberg
Anfinn Kallsberg (Klaksvík, 1947. november 19. – 2024. február 20.) feröeri politikus, 1993–2007-ig a Fólkaflokkurin (Néppárt) elnöke, 1998–2004 között Feröer miniszterelnöke.

## Pályafutása
Először 1980-ban választották be a Løgtingbe, melynek azóta folyamatosan tagja, valamint 1991–1993 között az elnöke is volt. 1983–1985-ig halászati és kereskedelmi, 1989-ben halászati, majd 1996–1998-ig pénzügyminiszterként vett részt a kormány munkájában.
1998 májusa és 2004 januárja között miniszterelnökként (løgmađur) vezette a Néppárt és a Høgni Hoydal vezette köztársaságpárt (Tjóðveldisflokkurin) koalíciós kormányát. 
2002-ben újraválasztották, de a 2004-es előrehozott választások után Jóannes Eidesgaard alakíthatott kormányt. Pártja ugyan az új koalíció része lett, de ő nem vállalt kormánytisztséget. 2005 és 2007 között (Høgni Hoydallal együtt) Feröert képviselte a Folketingben.
2007 januárjában bejelentette, hogy vissza fog vonulni a politikától, és átadja helyét a fiatalabbaknak. Ennek megfelelően néhány hónappal később lemondott a pártelnökségről, helyére augusztus 2-án Jørgen Niclasent választották meg. A 2008. január 19-i választásokon képviselői helyet szerzett, pártja azonban ellenzékbe szorult. Jelenleg a pénzügyi bizottság elnöke és a külügyi bizottság tagja.

## Külső hivatkozások
- Hivatalos honlapja (feröeri)
- Hivatalos önéletrajza a Fólkaflokkurin honlapján (feröeri)
- Hivatalos önéletrajza Archiválva 2014. augusztus 14-i dátummal a Wayback Machine-ben a Løgting honlapján (feröeri)
- Profilja, Løgtingið 150 – Hátíðarrit, p. 308 (feröeri)